# جوهانس مادسن
جوهانس مادسن هو لاعب كرة قدم ومدرب كرة قدم دنماركي في مركز الوسط، ولد في 7 أبريل 1993 في الدنمارك في مملكة الدنمارك. لعب مع نادي فايله ونادي فريماد أماغر ونادي ميتييلاند.

## وصلات خارجية
- جوهانس مادسن على موقع قاعدة بيانات كرة القدم.إي يو (الإنجليزية)
- جوهانس مادسن على موقع Soccerway.com (الإنجليزية)